# Monnaie de Paris

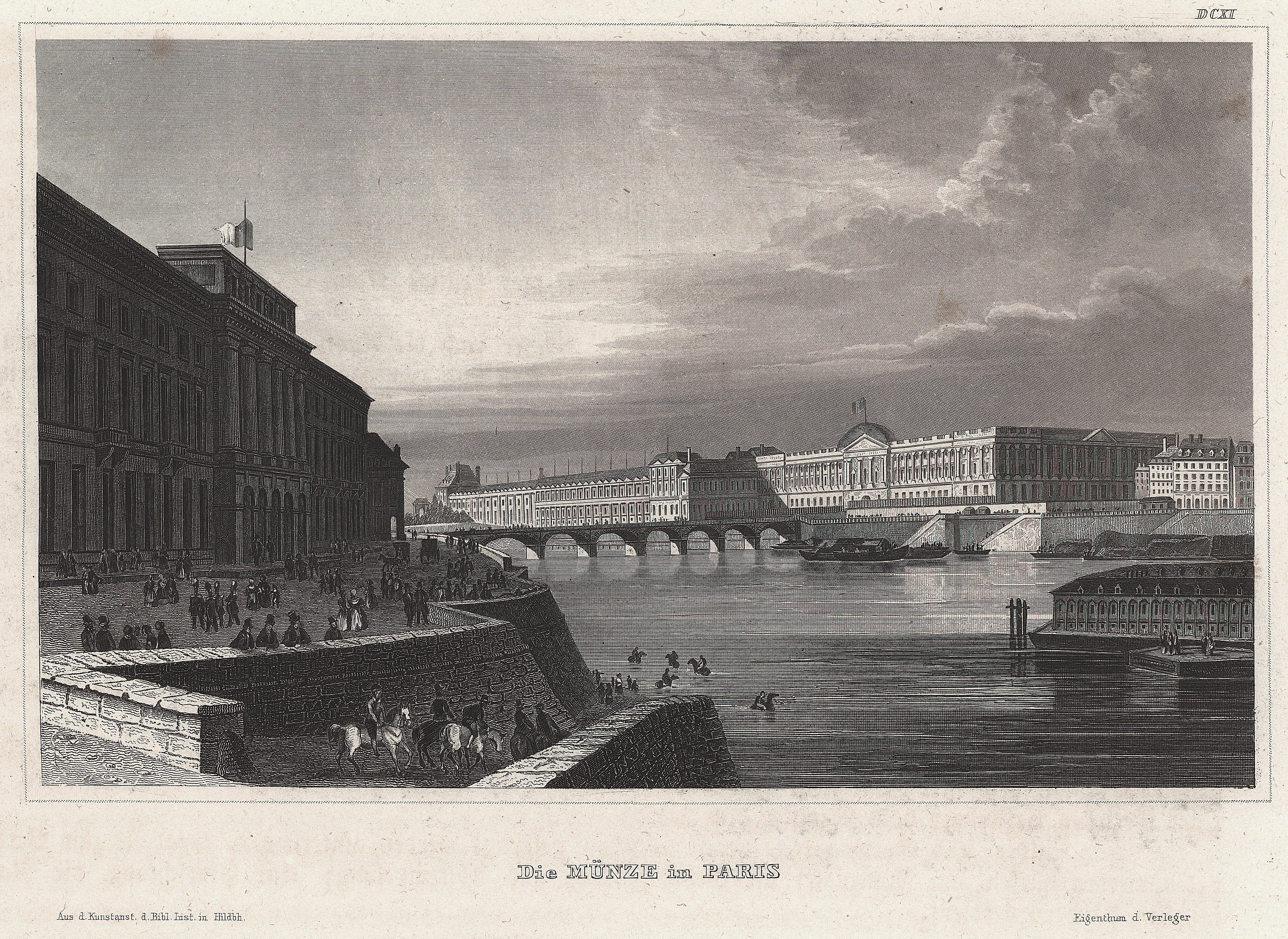
Die Münze auf einem Stahlstich von 1848 (links), im Hintergrund der Louvre

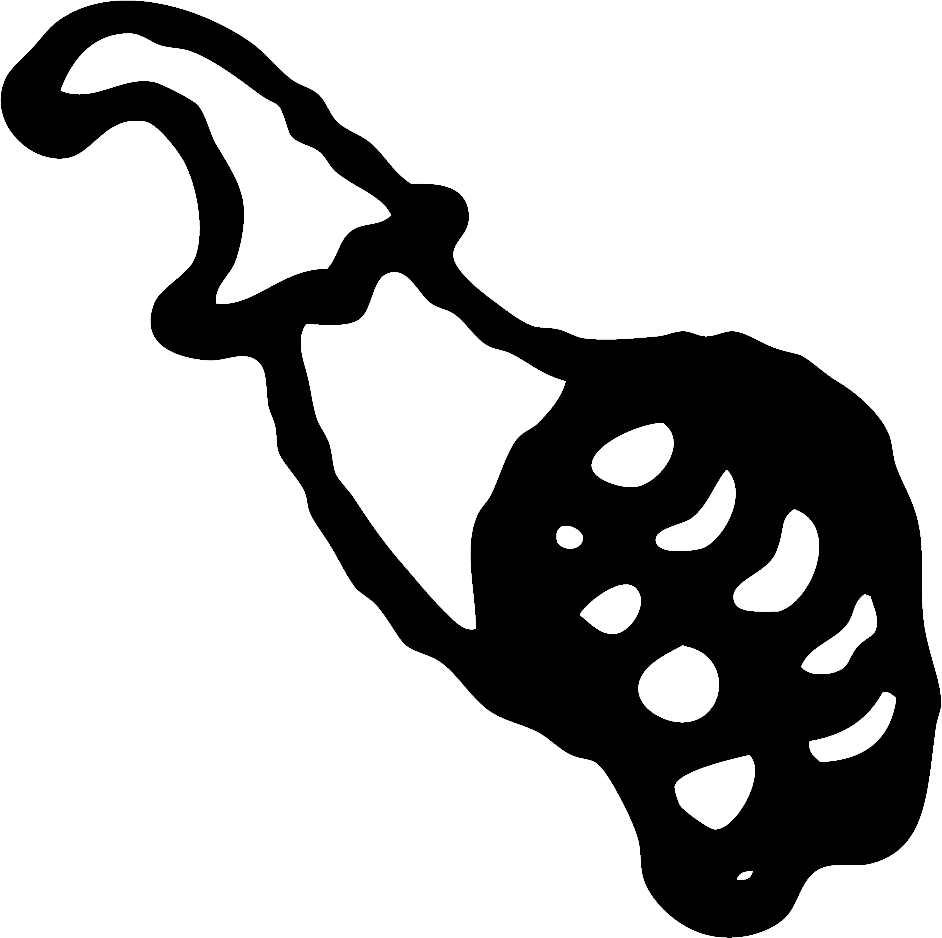
Füllhorn als Münzzeichen des Direktors der Monnaie de Paris

Die Monnaie de Paris ist die staatliche französische Münzprägeanstalt.

## Allgemeines
Sie ist seit 2007 rechtlich als sogenanntes EPIC (établissement public à caractère industriel et commerciel) organisiert, vergleichbar etwa einer deutschen Anstalt des öffentlichen Rechts, und verteilt sich auf den Hauptstandort Hôtel de la Monnaie, fertiggestellt 1775 am Quai de Conti in Paris sowie seit 1973 einen zweiten Standort in Pessac in der Gironde. Die eigentliche Herstellung der Münzen geschieht in Pessac, wo seit 1998 auch der Euro geprägt wird.

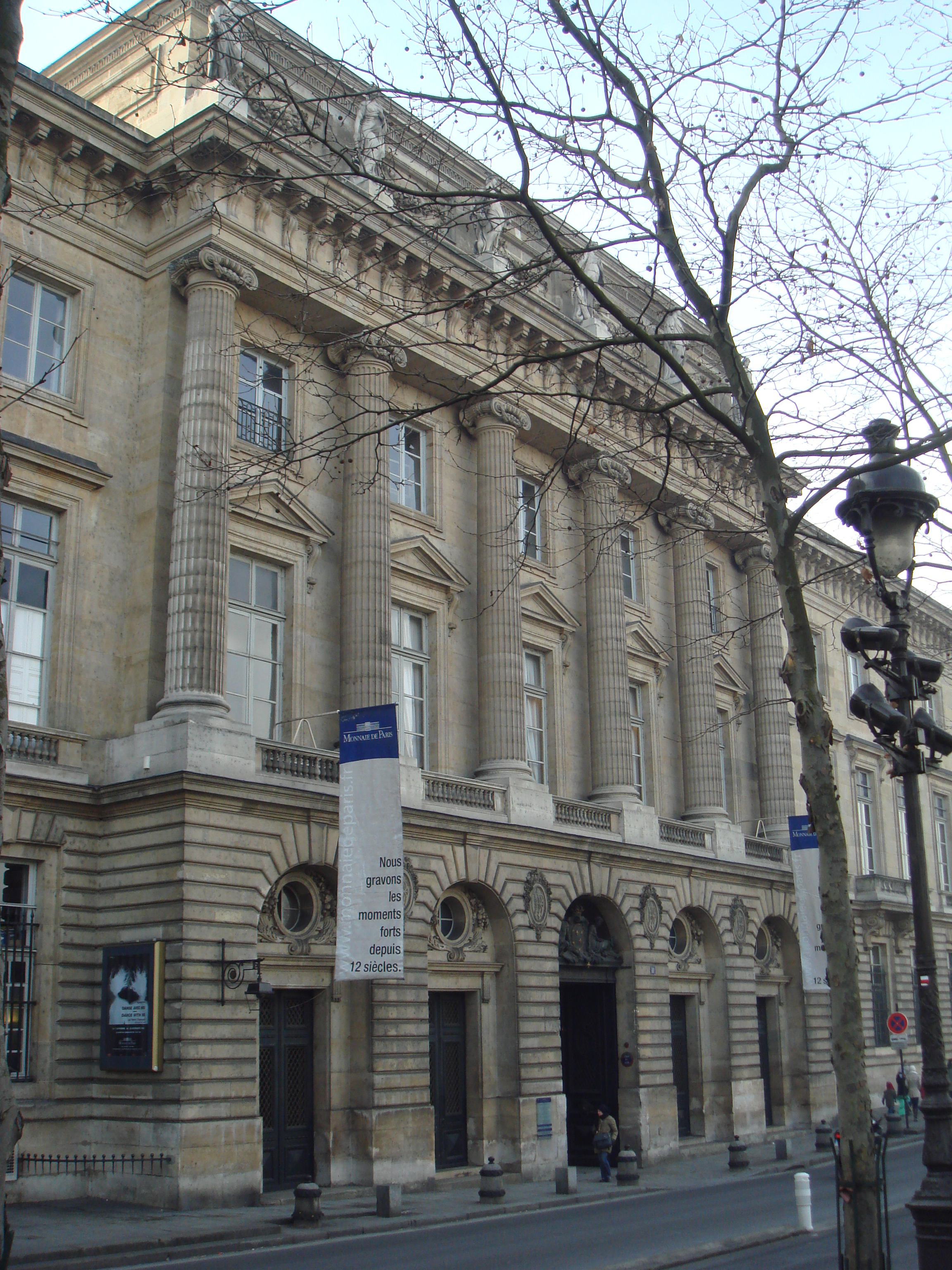
Monnaie de Paris

Rückseite einer Medaille der Monnaie de Paris

Das Hôtel de la Monnaie verfügt zudem über eine umfangreiche numismatische Sammlung, das Musée de la Monnaie de Paris.
Neben den monopolisierten Aufgaben der Prägung französischer Euro-Münzen ist die Monnaie de Paris kommerziell im Wettbewerb mit privaten Unternehmen auf den folgenden Gebieten tätig:
- Produktion und Verkauf ausländischer Kursmünzen, Sammlermünzen und Medaillen
- Produktion von Kunstgegenständen und Schmuckstücken unter der eingetragenen Schutzmarke „Monnaie de Paris“
- Vermietung der Räumlichkeiten für private Veranstaltungen
- Herstellung von Sicherheitsmerkmalen zum Schutz gegen Fälschungen

## Geschichte
Karl der Kahle zentralisierte im Jahr 864 die französische Münzprägung am königlichen Hof in Paris. 
Im Jahr 1358 wurde die für mehr als vier Jahrhunderte geltende Struktur des Münzamts errichtet, die sich in eine das Münzwesen regulierende Verwaltung einerseits und in staatlich kontrollierte Werkstätten andererseits teilte. Seit 1879 ist gesetzlich festgelegt, dass allein der französische Staat selbst das Recht zur Münzprägung innehat.
Nach umfassender Renovierung öffnete sich die Monnaie im September 2017 der Öffentlichkeit.

## Leitung
- 2007 bis 2017: Christophe Beaux.
- seit 2017: Aurélien Rousseau.

## Kritik von Münzsammlern
Seit der Einführung des Euro fällt die Monnaie de Paris durch sehr viele Neuemissionen von Sammlermünzen auf (es gibt über 1500 verschiedene Münzen bis 2021). Diese Sammlermünzen haben mitunter niedrige, „krumme“ oder äußerst hohe Nominale (¼ Euro, 1½ Euro, 2.500 Euro, 5.000 Euro, 10.000 Euro) und Formen (zum Beispiel Rechteckform, Eulenform, Schleifenform oder die Form der Berliner Mauer), werden dann aber oft nur für ein Vielfaches des Nominalwertes ausgegeben. Außerdem werden die Auflagenhöhen stark variiert (zum Beispiel gibt es eine 10.000-Euro-Münze mit einer Auflage von nur einem Stück in der Form eines Flakons) und zum gleichen Thema häufig mehrere in verschiedenen Metallen geprägte Sammlermünzen ausgegeben. Aus diesen Gründen sind die Wertentwicklungen der französischen Sammlermünzen sehr unterschiedlich und die Gesamtmenge der Ausgaben ohne Fachliteratur nur schwer überschaubar. Einige dieser Sammlermünzen sind auch dadurch schwer zu beziehen, dass sie mitunter gar nicht in Frankreich angeboten wurden.